# Geografia miast
Geografia miast – dział geografii osadnictwa zajmujący się głównie genezą i położeniem miast, a także czynnikami ich rozwoju oraz strukturą przestrzenną miast i funkcjami i fizjonomią miast.